# روایت عشق
روایت عشق نام یک مجموعه تلویزیونی به کارگردانی علاءالدین رحیمی و انوشیروان ارجمند است که در سال ۱۳۶۴ تهیه و از شبکه یک پخش گردید. این مجموعه تلویزیونی، اولین سریالی است که بعد از انقلاب ۵۷، دربارهٔ حوادث قیام عاشورا و نبرد کربلا ساخته شد.

## خلاصه داستان
داستان عهدشکنی مردم کوفه و ظلم و جور یزیدیان علیه خاندان پیامبر اسلام دستمایه این مجموعه تلویزیونی بود.در کنار روایت حوادث کوفه تا پیش از قیام عاشورا، حرکت کاروان حسین بن علی به سمت کربلا و فجایع روز عاشورا و ستمی که به آنان روا شد، در این مجموعه به تصویر کشیده شده‌است.

## مکان فیلمبرداری
این مجموعه در بیدخت، شهرستان گناباد تصویربرداری شد.

## بازیگران ، صداپیشگان و عوامل تولید

### بازیگران
- انوشیروان ارجمند در نقش «عمر بن سعد بن ابی وقاص»
- محمد الهی در نقش «یزیدبن حارث» با صدای پرویز ربیعی
- رضا سعیدی در نقش «ابن زیاد» با صدای حسین عرفانی
- ایمان ساجدی در نقش «شمر» با صدای حسین معمارزاده
- تیمور قهرمان در نقش «حرّ بن یزید ریاحی» با صدای احمد رسول زاده
- حمیدرضا اعظم در نقش «قیس ابن مسهر» با صدای منوچهر والی زاده
- رضا گلی‌زاده در نقش «حجار»
- تقی هاجری در نقش «شبث»
- اصغر لشکری در نقش «مهران» با صدای سیامک اطلسی
- احمد ریحانه در نقش «هانی»
- غلامرضا یوسفی در نقش «نعمان» با صدای اکبر منانی
- جواد طوسی در نقش «جاسوس»
- اصغر محمدزاده در نقش «عبدالله»
- محمدعلی بصیری در نقش «کوزه‌گر»
- محمد تقی‌نژاد در نقش «ابن عقیل»
- حسن تراب‌زاده در نقش «شریک»
- خسرو نائبی‌فرد در نقش «عوسجه»
- علی سوزنچی در نقش «عمرو بن حجاج» با صدای ولی الله مومنی
- علی آزادنیا در نقش «حبیب بن مظاهر» با صدای پرویز نارنجی ها
- اسماعیل بایگی در نقش «عابس»
- شاپور ترکمن‌سرابی در نقش «بلال»
- علی شجاع‌رضوی در نقش «اسما ابن خارجه»
- عبدالحسین نظرپور در نقش «غلام هانی»
- براتعلی شیبانی در نقش «محمدبن اشعث» با صدای مهدی آرین نژاد
- احمد مینایی در نقش «قیس بن اشعث»
- محمد عارف‌نژاد در نقش «شریح قاضی» با صدای مرتضی احمدی
- غلامرضا بایزان‌منش در نقش «زهیر بن قین» با صدای بهرام زند
- مهین دیهیم
- علی اوسیوند در نقش ««جون»»
- علی کوثری
- علی جوانمرد
- امیر محاسبتی در نقش «« یزید»» با صدای ژرژ پطرسی
- محسن کریمی
- مهدی دانشور
- جواد عرفانی
- یدالله بشک
- محمد محقق
- ابراهیم مقدم
- محمد مهاجر
- کاظم کاشف‌نیا
- محمد مهاجر در نقش «« برادر حر»» با صدای احمد آقالو
- حمیدرضا رستمی در نقش ««نافع بن هلال»» با صدای اکبر منانی

### عوامل تولید
- کارگردانان هنری: علاءالدین رحیمی، انوشیروان ارجمند
- کارگردان تلویزیونی: هرمز امامی
- نویسنده: علاءالدین رحیمی
- طراح گریم: عبدالله اسکندری
- مدیر نورپردازی: احمد نصیری‌نیا
- صدابردار: محمود خوجانی
- آهنگسازان: مهیار فیروزبخت، احمدعلی راغب
- ضبط موسیقی: ایرج فهیمی
- مدیر دوبلاژ: عزت‌الله مقبلی
- تصویربرداران: ایرج مستشیری، محمود کشاورز، مهدی مستوفی، محمد خیاطان، شامل تافته، داود عبدالحسین‌زاده، حسن گودرزی
- دستیاران نور: محمد خدابخش، باقر پدیدار، محمد نعمتی
- طراحان لباس: نیلوفر محلاتی، نصرالهک پورعلی‌اکبر
- طراحان صحنه و دکور: احمدرضا گلریز، فرامرز بادرامپور
- مدیر صحنه: ابوالفضل شاهین
- منشی صحنه: حسین محمدخانی
- ناظر اجرائی: محمد بیک زاده
- مشاور کارگردان هنری: ابوالفضل قرچه‌ای
- دستیاران کارگردانان هنری: معصومه تقی‌پور، احمد مینایی
- اجرای گریم: احمدعلی شجریان، امیر اسکندری، فرامرز بهرام‌پور
- دستیاران: بابک شعاعی، محمد رضاقلی
- مونتاژ: غلامحسین مزینانی
- افکت: حسین عسکری، اصغر نظام‌دوست، علی لطفی‌نکو
- میکس: بهروز عابدینی، محمد کرمانی
- باهمکاری گروه فنی رپرتاژ
- مسئولین واحد: هوشنگ آزادی، قاسم دلیرپور، اکبر صمصامی
- مسئولین پرتابل: بهزاد عطاخانی، فرامرز گودرزی
- برق: رضا رجب‌زاده، میرنظام مقیمی
- مسئول اکساسوار صحنه: جابر خیرخواه
- اجرای لباس: نصرالهی پورعلی اکبر، التفات هاشمی، الله‌وردی عبداللهی
- عکس: حسین باغیاری
- خطاطان: اسماعیل خداوردی، مسعود اردوخانی
- تهیه‌کننده: علیرضا مرادی
- مسئول امور مالی و تدارکات: علی یوسفی
- تدارکات: سهراب داودی، ایرج میگونی
- نقاشان دکور: محمدعلی بصیری، احمد خلیلی، رضا آراسته، یوسفعلی بهرامی، علی‌احمد زمانیان
- حمل و نقل: منصور وزیری، علی شکراللهی، سیف الهب صادقی، علی کوثری، امیر مدرس، غلامعلی صفر، علی نقی حسینی
- ساخت دکور: علی نقابی، قربانعلی عسگری، حسین محمدی، میرشکور فتاحی، حیدر قاسمی، داود فلاح‌زاده، عیسی رضایی
- دستیاران تهیه: علی آزادنیا، علی اوسیوند، علیرضا سوزنچی، علیرضا خاکی، عبدالله امینی، عزیز خواجه، حسین خواجه
- کادر فنی: یداله بشک، پرویز سیبی، حسین عبدالملکی، عیسی احمدی، خلیل بیات، حسین اخیانی، حسین عبدلی، غفور نادرزاده، محمود سروری، علی‌اکبر خوجانی
- مدت زمان پخش: ۴۲۰ دقیقه
- محصول: گروه اجتماعی شبکه یک
- سال تولید و پخش: ۱۳۶۴